# Impasse Robiquet
Impasse Robiquet är en återvändsgata i Quartier Notre-Dame-des-Champs i Paris sjätte arrondissement. Gatan är uppkallad efter den franske kemisten Pierre Jean Robiquet (1780–1840). Impasse Robiquet börjar vid Boulevard du Montparnasse 81.

## Omgivningar
- Notre-Dame-des-Champs
- Chapelle Saint-Vincent-de-Paul
- Chapelle Notre-Dame-des-Anges
- Rue Littré
- Villa de l'Astrolabe
- Rue d'Alençon
- Rue Mizon
- Rue de Vaugirard

## Bilder
| - Gatuskylt. - Notre-Dame-des-Champs. - Chapelle Notre-Dame-des-Anges. - Fasaddetalj vid Rue de Vaugirard. |

## Kommunikationer
- Tunnelbana – linje  – Notre-Dame-des-Champs
- Busshållplats Montparnasse – Cinémas – Paris bussnät

### Webbkällor
- ”Impasse Robiquet”. Mairie de Paris. https://web.archive.org/web/20150910070240/http://www.v2asp.paris.fr/commun/v2asp/v2/nomenclature_voies/Voieactu/8255.nom.htm. Läst 29 oktober 2023.
- ”Impasse Robiquet (6ème arrondissement)”. Les rues de Paris. https://web.archive.org/web/20190727201515/http://www.parisrues.com/rues06/paris-06-impasse-robiquet.html. Läst 29 oktober 2023.